# Liste des titres musicaux numéro un aux États-Unis en 1966
Voici la  liste les titres musicaux ayant eu le plus de succès au cours de l'année 1966 aux États-Unis d'après le magazine Billboard.

## Historique
| Date         | Artiste(s)                    | Titre                            | Référence |
| ------------ | ----------------------------- | -------------------------------- | --------- |
| 1er janvier  | Simon & Garfunkel             | The Sound of Silence             |           |
| 8 janvier    | The Beatles                   | We Can Work It Out               |           |
| 15 janvier   | The Beatles                   | We Can Work It Out               |           |
| 22 janvier   | Simon & Garfunkel             | The Sound of Silence             |           |
| 29 janvier   | The Beatles                   | We Can Work It Out               |           |
| 5 février    | Petula Clark                  | My Love                          |           |
| 12 février   | Petula Clark                  | My Love                          |           |
| 19 février   | Lou Christie                  | Lightnin' Strikes                |           |
| 26 février   | Nancy Sinatra                 | These Boots Are Made for Walkin' |           |
| 5 mars       | Barry Sadler                  | Ballad of the Green Berets       |           |
| 12 mars      | Barry Sadler                  | Ballad of the Green Berets       |           |
| 19 mars      | Barry Sadler                  | Ballad of the Green Berets       |           |
| 26 mars      | Barry Sadler                  | Ballad of the Green Berets       |           |
| 2 avril      | Barry Sadler                  | Ballad of the Green Berets       |           |
| 9 avril      | The Righteous Brothers        | (You're My) Soul and Inspiration |           |
| 16 avril     | The Righteous Brothers        | (You're My) Soul and Inspiration |           |
| 23 avril     | The Righteous Brothers        | (You're My) Soul and Inspiration |           |
| 30 avril     | The Young Rascals             | Good Lovin'                      |           |
| 7 mai        | The Mamas and the Papas       | Monday, Monday                   |           |
| 14 mai       | The Mamas and the Papas       | Monday, Monday                   |           |
| 21 mai       | The Mamas and the Papas       | Monday, Monday                   |           |
| 28 mai       | Percy Sledge                  | When a Man Loves a Woman         |           |
| 4 juin       | Percy Sledge                  | When a Man Loves a Woman         |           |
| 11 juin      | The Rolling Stones            | Paint It Black                   |           |
| 18 juin      | The Rolling Stones            | Paint It Black                   |           |
| 25 juin      | The Beatles                   | Paperback Writer                 |           |
| 2 juillet    | Frank Sinatra                 | Strangers in the Night           |           |
| 9 juillet    | The Beatles                   | Paperback Writer                 |           |
| 16 juillet   | Tommy James and the Shondells | Hanky Panky                      |           |
| 23 juillet   | Tommy James and the Shondells | Hanky Panky                      |           |
| 30 juillet   | The Troggs                    | Wild Thing                       |           |
| 6 août       | The Troggs                    | Wild Thing                       |           |
| 13 août      | The Lovin' Spoonful           | Summer in the City               |           |
| 20 août      | The Lovin' Spoonful           | Summer in the City               |           |
| 27 août      | The Lovin' Spoonful           | Summer in the City               |           |
| 3 septembre  | Donovan                       | Sunshine Superman                |           |
| 10 septembre | The Supremes                  | You Can't Hurry Love             |           |
| 17 septembre | The Supremes                  | You Can't Hurry Love             |           |
| 24 septembre | The Association               | Cherish                          |           |
| 1er octobre  | The Association               | Cherish                          |           |
| 8 octobre    | The Association               | Cherish                          |           |
| 15 octobre   | Four Tops                     | Reach Out I'll Be There          |           |
| 22 octobre   | Four Tops                     | Reach Out I'll Be There          |           |
| 29 octobre   | ? and the Mysterians          | 96 Tears                         |           |
| 5 novembre   | The Monkees                   | Last Train to Clarksville        |           |
| 12 novembre  | Johnny Rivers                 | Poor Side of Town                |           |
| 19 novembre  | The Supremes                  | You Keep Me Hangin' On           |           |
| 26 novembre  | The Supremes                  | You Keep Me Hangin' On           |           |
| 3 décembre   | New Vaudeville Band           | Winchester Cathedral             |           |
| 10 décembre  | The Beach Boys                | Good Vibrations                  |           |
| 17 décembre  | New Vaudeville Band           | Winchester Cathedral             |           |
| 24 décembre  | New Vaudeville Band           | Winchester Cathedral             |           |
| 31 décembre  | The Monkees                   | I'm a Believer                   |           |